# Nikander (Paliwos)
Nikander, imię świeckie Nikolaos Paliwos (ur. 1947 w Styra) – grecki duchowny prawosławny w jurysdykcji Patriarchatu Konstantynopola, od 2019 r. tytularny metropolita Irinopolis.

## Życiorys
1 stycznia 1969 przyjął święcenia diakonatu, a rok później prezbiteratu. 25 lutego 2001 otrzymał chirotonię biskupią. Od tego czasu do 3 października 2019 r. był wikariuszem Arcybiskupstwa Australii, z tytułem biskupa Dorylaionu.